# Frank Lanning
Frank Lanning (Marion, 14 agosto 1872 – Los Angeles, 17 giugno 1945) è stato un attore statunitense che iniziò la sua carriera cinematografica negli anni dieci del Novecento all'epoca del muto.

## Filmografia
- Chief Blackfoot's Vindication, regia di Kenean Buel - cortometraggio (1910)
- The Legend of Scar-Face, regia di Kenean Buel - cortometraggio (1910)
- The Call of the Blood, regia di Kenean Buel - cortometraggio (1910)
- The Hills of Silence - cortometraggio (1914)
- The Spanish Jade, regia di Wilfred Lucas (1915)
- North of Fifty-Three, regia di Richard Stanton e William Desmond Taylor (1917)
- The Prince and Betty, regia di Robert Thornby (1919)
- Huckleberry Finn, regia di William Desmond Taylor (1920)
- The Third Woman, regia di Charles Swickard (1920)
- That Girl Montana, regia di Robert Thornby (1921)
- Cameron of the Royal Mounted, regia di Henry MacRae (1921)
- Step on It!, regia di Jack Conway (1922)
- The Storm, regia di Reginald Barker (1922)
- Out of the Silent North, regia di William Worthington (1922)
- Unmasked, regia di Nat Ross - cortometraggio (1922)
- Dead Game, regia di Edward Laemmle, Nat Ross - cortometraggio (1922)
- Another Man's Boots, regia di William James Craft (1922)
- Tracked Down, regia di Nat Ross - cortometraggio (1922)
- East Is West, regia di Sidney Franklin (1922)
- Hellhounds of the West, regia di Dick Hatton (1922)
- The Remittance Woman, regia di Wesley Ruggles (1923)
- Drifting, regia di Tod Browning (1923)
- The Bad Man, regia di Edwin Carewe (1923)
- Ten Scars Make a Man, regia di William Parke - serial (1924)
- The Fighting Ranger, regia di Jay Marchant - serial (1925)
- The Red Rider, regia di Clifford Smith (1925)
- The Ace of Spades, regia di Henry MacRae - serial (1925)
- Il fratello minore (The Kid Brother), regia di Ted Wilde (1927)
- Il covo degli avvoltoi (Stand and Deliver), regia di Donald Crisp (1928)
- Temple Tower, regia di Donald Gallaher (1930)
- La traccia bianca (Rough Romance), regia di A.F. Erickson (1930)